# Авокадо Хајтс (Калифорнија)
Авокадо Хајтс (енгл. Avocado Heights) насељено је место без административног статуса у америчкој савезној држави Калифорнија.

## Демографија
По попису из 2010. године број становника је 15.411, што је 263 (1,7%) становника више него 2000. године.
| Група             | 2000.          | 2010.          |
| Белци             | 1.757 (11,6%)  | 1.199 (7,8%)   |
| Афроамериканци    | 223 (1,5%)     | 136 (0,9%)     |
| Азијати           | 1.381 (9,1%)   | 1.359 (8,8%)   |
| Хиспаноамериканци | 11.776 (77,7%) | 12.648 (82,1%) |
| Укупно            | 15.148         | 15.411         |